# عدسک آبی
عدسک آبی یا (حوض) (نام علمی: Lemna) نام یک سرده از زیرخانواده عدسک‌آبیان است. گیاهی است آبزی، پایا (چندساله) و بومی نیم‌کره شمالی و منطقه‌های استوایی. این گیاه در برکه‌ها، حوضچه‌ها و استخرهای آب شیرین و گاهی در آکواریم‌ها به‌صورت شناور دیده می‌شود. تاکنون حدود ۲۷ گونه از این گیاه شناسایی شده که ۳ گونه آن در آب‌های راکد و شیرین بیشتر جاهایِ ایران یافت می‌شود.

## ویژگی‌ها
این گياهان مردابی شناور در آب ريشه‌هاى حقيقى ندارند. ساقهٔ آنها تحليل يافته و شامل يک ساقهٔ برگ‌دار، به‌صورت صفحهٔ سبز رنگ واقع بر روى محور رشد نيافته است. ساقهٔ برگ‌دار به شکل کروى کوچک يا مستطيلى شکل و ممکن است به‌صورت مسطح يا به‌ندرت به شکل محدّب باشد. اين گياه معمولاً بدون برگ و يا داراى برگ‌هاى فلس مانند کوچکى است که شفاف بوده و در انتهاء ساقهٔ برگى شکل ديده مى‌شود.
گياهان تيرهٔ عدسک آبى اصولاً بدون ريشه و يا داراى ريشه‌هاى نخى شکل و باريکى است که بدون تار کشنده و حتى دستگاه آوندى هستند ولى داراى کلاهکى مشخص هستند.
اين گياهان غالباً کم‌گل، گل‌ها يک‌جنسي، يک پايه، عارى از پوشش و واقع در يک براکتهٔ کوچک (اسپات) که کاملاً رشد نيافته است قرار دارند. گل‌هاى نر داراى يک پرچم (به‌ندرت دو عدد) و گل‌هاى ماده شامل مادگى بطرى شکل، با خامه‌اى کوتاه و کلاله‌اى منفرد، تخمدان يک‌خانه‌ای، شامل ۱ تا ۶ تخمک راست، نيمه واژگون (در جنس Lemna) و يا واژگون (در جنس Spirodela) ديده مى‌شود. 
ميوهٔ اين گياهان فندقه از نوع اتريکول، ناشکوفا و داراى ۱ تا ۶ بذر است.
تکثير در اين خانواده غالباً رويشى و از طريق جوانه‌زنى ساقه‌هاى برگى صورت مى‌گيرد. اين مرحله عمدتاً در پایيز انجام شده و گياهان جوان ابتدا به هم متصل و سرانجام از يکديگر جدا مى‌شوند. اين گياهان ابتدا به درون آب حرکت کرده ولى مجدداً به سطح مى‌آيند و در فصل بهار توليد ورقهٔ سبز رنگى مى‌کنند که ساقهٔ اوليهٔ گياه است.
مهمترین علف‌های هرز موجود در این تیره از جنس Lemna و شامل دو گونهٔ L.minor و L.trisulca هستند که هر دو جزء علف‌های هرز آبی محسوب می‌شوند. گونهٔ اول پراکنش بیشتری در ایران دارد.

## کاربرد
عدسک آبی (Lemna minor) یک گیاه نهاندانه با گسترش جهانی و جزء گیاهان آبزی است که به راحتی در آزمایشگاه کشت می‌شود. این گیاه عناصر غذایی و تمام مواد شیمیایی موجود در محیط کشت را مستقیماً جذب می‌کند، بنابراین از آن به عنوان یک مدل آزمایشگاهی برای بررسی پاسخ‌های القاء شده توسط فلزات سنگین و حذف آلودگی‌های آب استفاده می‌شود.
از این گیاه در استخرها و برکه‌ها به‌صورت زینتی استفاده می‌شود. برخی از گونه‌های آن خوراکِ پرندگان دریایی و ماهیان است.

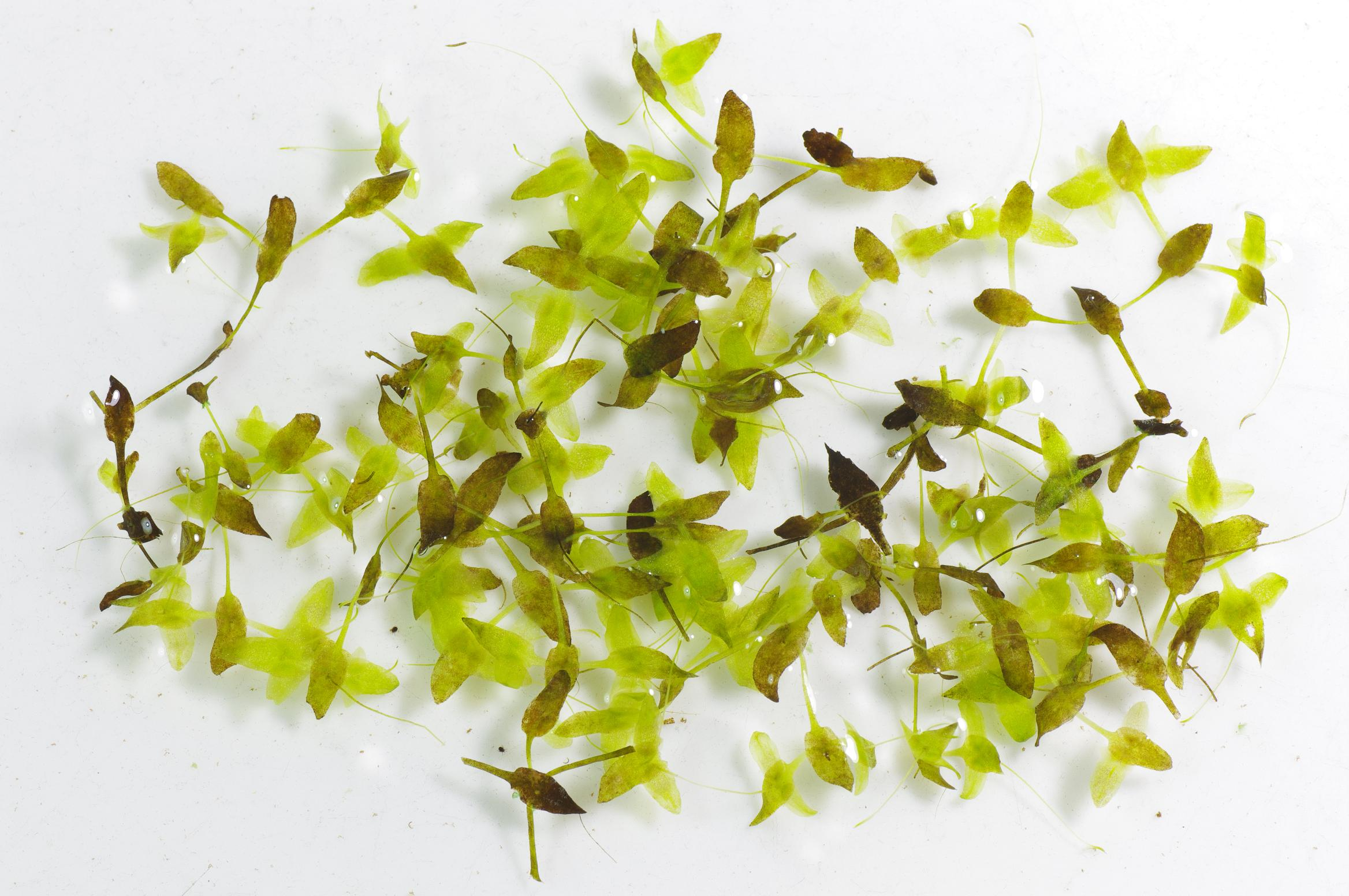
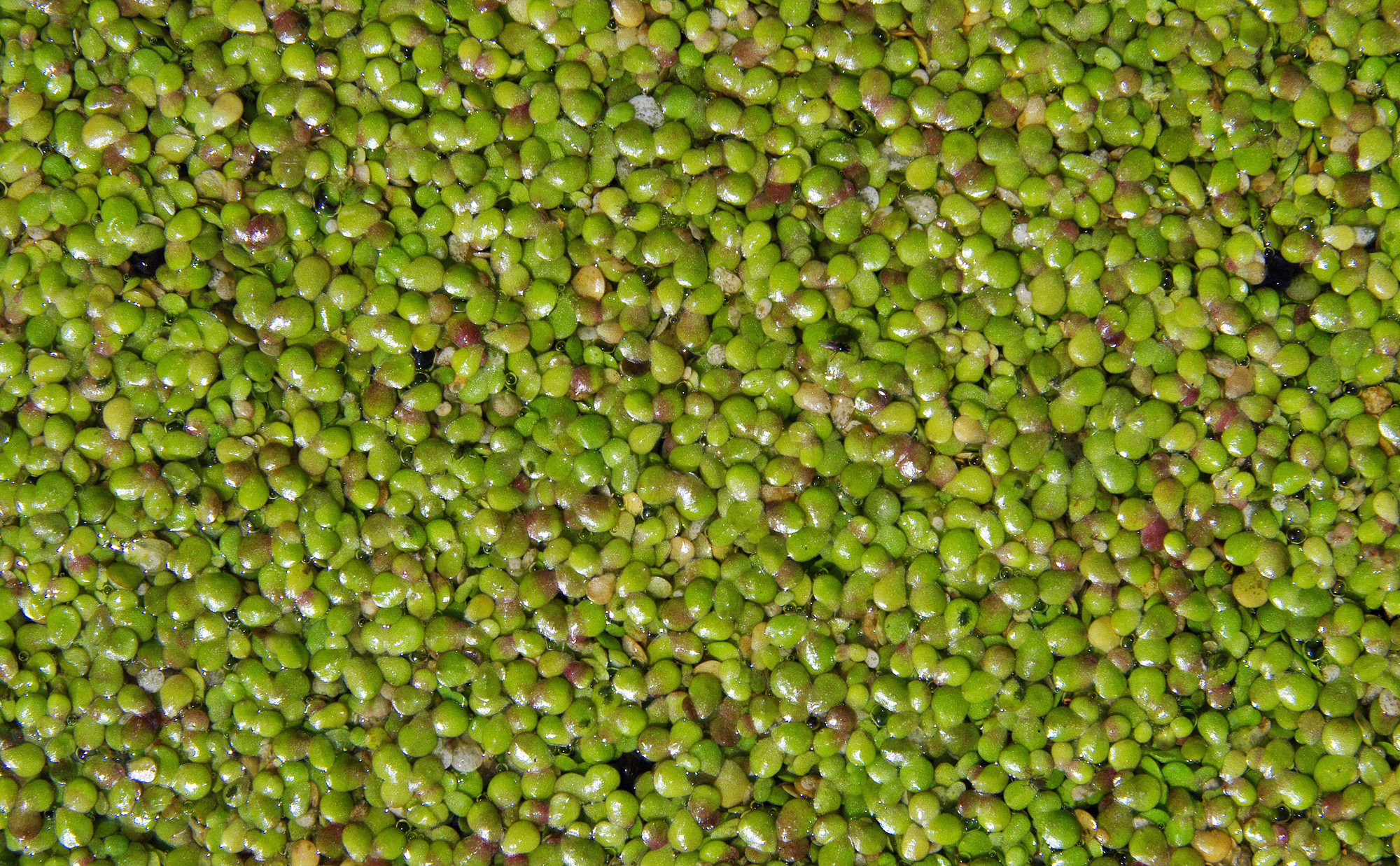
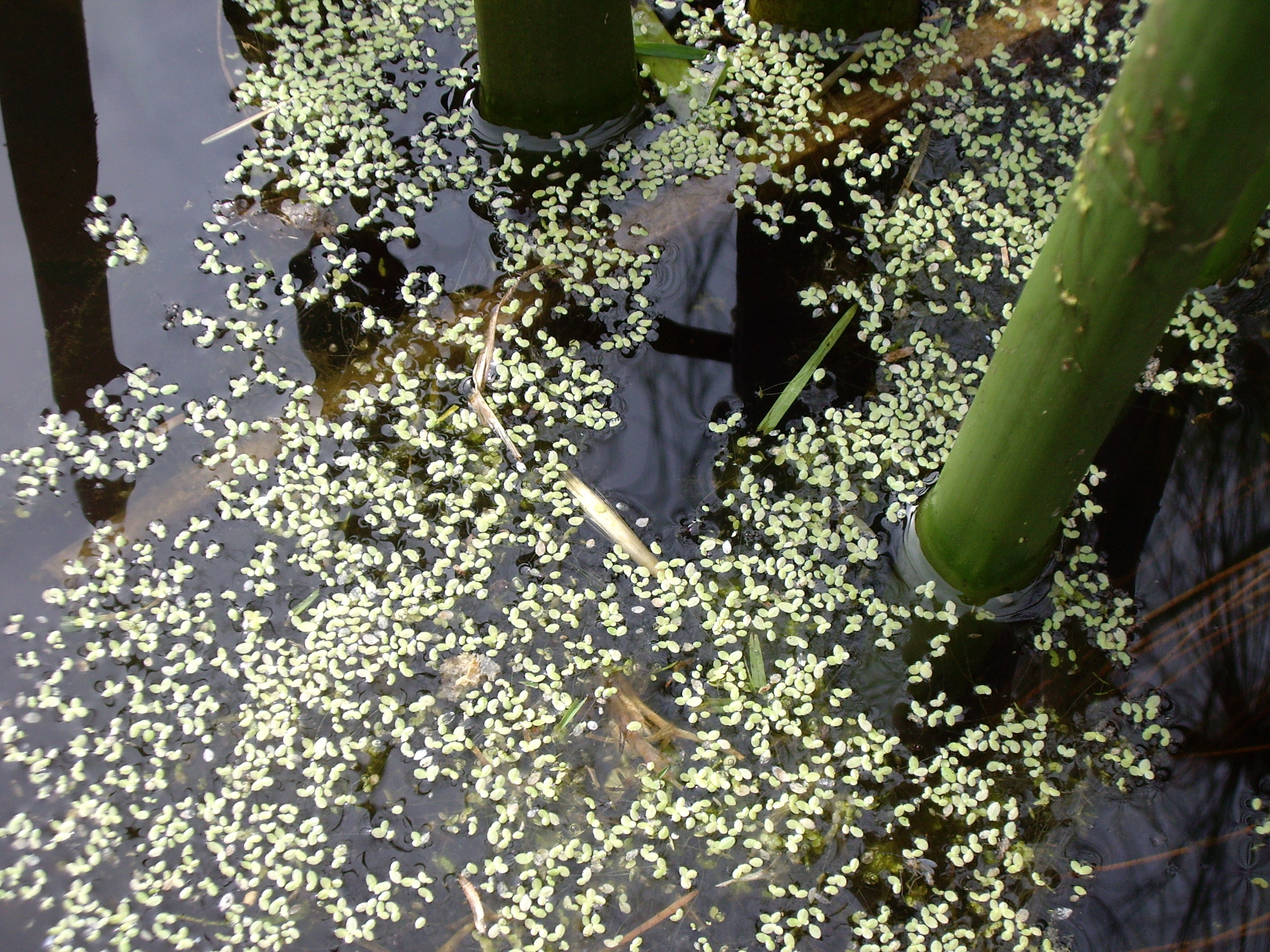